# Pipo Derani
Luís Felipe « Pipo » Derani (né le 12 octobre 1993 à São Paulo) est un pilote automobile brésilien. Il a notamment remporté les 24 Heures de Daytona et les 12 Heures de Sebring. Il est le fils de Walter Derani et le frère de Rafael Derani, tous deux également pilotes automobiles.

## Carrière

### Karting
Luís Felipe « Pipo » Derani a fait ses débuts en karting en 2003, à l'âge de dix ans. En 2005, il gagne le Championnat Junior Menor de São Paulo.

### Formule Renault
Pipo Derani commence sa carrière de pilote automobile en 2009 en participant à la Formula Renault 2.0 Northern European Cup avec l'écurie Motopark Academy. Il réussit à monter sur le podium à deux occasions, sur le Circuit Alastaro (en) et sur le TT Circuit Assen, et parvient à terminer treize fois dans les points, ce qui lui permet d'obtenir la septième place du championnat.
En Eurocup Formula Renault 2.0, il participe à six courses pour la même équipe. Il termine 27e au championnat avec deux points.

### Formule 3
En 2010, il participe au championnat d'Allemagne de Formule 3 avec l'écurie Motopark Academy, rejoignant ainsi ses coéquipiers de Formule Renault Kevin Magnussen et Jimmy Eriksson (en). Il termine à la dixième place du classement général. L'année suivante, il rejoint le Championnat de Grande-Bretagne de Formule 3 avec l'écurie Double R Racing (en). Il termine quinzième avec un podium. Il participe également à des événements "all star" de Formule 3, tels que l'Open du Brésil de Formule 3 et les Masters de Formule 3. En 2012, il reste dans le Championnat de Grande-Bretagne de Formule 3, mais avec l'écurie Fortec Motorsport. Il progresse pour finir à la huitième place du championnat en signant des victoires à Oulton Park et à Brands Hatch. Il participe également à trois courses de Formule 3 Euro Series et termine sixième du Grand Prix de Macao. En 2013, il reste chez Fortec Motorsport, mais rejoint le Championnat d'Europe de Formule 3, où il termine en huitième position avec trois podiums.

### Sport-prototype
En 2014, Pipo Derani participe aux deux dernières manches de l'European Le Mans Series, terminant troisième des 4 Heures du Castellet et abandonnant aux 4 Heures d'Estoril, pilotant à deux reprises l'Oreca 03R - Nissan de l'écurie Murphy Prototypes.
En 2016, il participe à quatre courses d'endurance du championnat WeatherTech SportsCar pour Extreme Speed Motorsports avec une Ligier JS P2 - Honda. Il remporte ses deux premières victoires majeures, à savoir les 24 Heures de Daytona et les 12 Heures de Sebring.
L'année suivante, il signe un contrat avec Ford afin de devenir pilote d'usine. Il participe aux trois premières courses du championnat du monde d'endurance FIA 2017 dans la catégorie LMGTE Pro avec le Ford Chip Ganassi Team UK, remportant une victoire de classe à Silverstone. Plus tard, il pilote une Oreca 07 pour l'écurie Vaillante Rebellion lors de la manche du Nürburgring où il remplace Nelson Piquet Jr, retenu par l’ePrix de New York. Il participe également à sept manches du championnat WeatherTech SportsCar pour l'écurie Tequila Patrón ESM avec une Nissan Onroak DPi et y remporte la victoire à Road America.
En 2018, Pipo Derani devient pilote à plein temps dans le championnat WeatherTech SportsCar, toujours pour l'écurie Tequila Patrón ESM. Il gagne une des épreuves phares du championnat, les 12 Heures de Sebring. Il rejoint également l'écurie AF Corse pour participer aux 24 Heures du Mans avec une Ferrari 488 GTE Evo. Il finit la course 20e au général et 5e dans la catégorie LMGTE Pro. Afin de faire le lien avec la prochaine saison du WeatherTech SportsCar, comme la saison précédente, il participe à l'Asian Le Mans Series 2018-2019 avec une Ligier JS P2 de l'écurie Spirit of Race.
En 2019, Pipo Derani reste dans le championnat WeatherTech SportsCar mais rejoint l'écurie Action Express Racing.

## Palmarès

### Championnat du monde d'endurance
| Année | Écurie                    | Châssis   | Moteur       | Classe                       | 1     | 2     | 3     | 4     | 5     | 6     | 7       | 8     | 9     | Classement | Points |
| ----- | ------------------------- | --------- | ------------ | ---------------------------- | ----- | ----- | ----- | ----- | ----- | ----- | ------- | ----- | ----- | ---------- | ------ |
| 2015  | G-Drive Racing            | LMP2      | Ligier JS P2 | Nissan VK45DE 4,5 l V8 Atmo  | SIL 2 | SPA 1 | LMS 3 | NÜR 3 | COA 3 | FUJ 3 | SHA Ret | BHR 3 |       | 3e         | 134    |
| 2016  | Extreme Speed Motorsports | LMP2      | Ligier JS P2 | Nissan VK45DE 4,5 l V8 Atmo  | SIL 2 | SPA 2 | LMS 8 | NÜR 3 | MEX 3 | COA 5 | FUJ 5   | SHA 5 | BHR 4 | 4e         | 116    |
| 2017  | Ford Chip Ganassi Team UK | LMGTE Pro | Ford GT      | Ford EcoBoost 3,5 l V6 Turbo | SIL 1 | SPA 4 | LMS 2 |       |       |       |         |       |       | 10e        | 74     |
| 2017  | Vaillante Rebellion       | LMP2      | Oreca 07     | Gibson 4,2 l V8 Atmo         |       |       |       | NÜR 4 | MEX   | COA   | FUJ     | SHA   | BHR   | 23e        | 12     |

### Championnat WeatherTech SportsCar
(Les courses en " gras  'indiquent une pole position. Les courses en "italique" indiquent le tour de course le plus rapide en classe.)
| Année | Écurie                    | Châssis | Moteur            | Classe                         | 1      | 2      | 3      | 4     | 5     | 6      | 7      | 8     | 9     | 10    | Position | Points |
| ----- | ------------------------- | ------- | ----------------- | ------------------------------ | ------ | ------ | ------ | ----- | ----- | ------ | ------ | ----- | ----- | ----- | -------- | ------ |
| 2016  | Tequila Patrón ESM        | P       | Ligier JS P2      | Honda HR35TT 3.5 L V6 Turbo    | DAY 1  | SEB 1  | LBH    | LGA   | BEL   | WGL 9  | MOS    | ELK   | AUS   | ATL 2 | 12e      | 128    |
| 2017  | Tequila Patrón ESM        | P       | Nissan Onroak DPi | Nissan VR38DETT 3.8 L V6 Turbo | DAY 4  | SEB 11 | LBH    | AUS   | BEL   | WGL 7  | MOS 9  | ELK 1 | LGA 8 | ATL 4 | 9e       | 181    |
| 2018  | Tequila Patrón ESM        | P       | Nissan Onroak DPi | Nissan VR38DETT 3.8 L V6 Turbo | DAY 18 | SEB 1  | LBH 12 | MOH 9 | BEL 7 | WGL 16 | MOS 12 | ELK 6 | LGA 1 | ATL 6 | 9e       | 232    |
| 2019  | Whelen Engineering Racing | DPi     | Cadillac DPi-V.R  | Cadillac 5,5 l V8 Atmo         | DAY 2  | SEB 1  | LBH 6  | MOH 4 | BEL 2 | WGL 7  | MOS 4  | ELK 4 | LGA 3 | ATL 1 | 2e       | 297    |

### European Le Mans Series
| Année | Écurie            | Châssis | Moteur   | Classe                 | 1   | 2   | 3   | 4     | 5     | Position | Points |
| ----- | ----------------- | ------- | -------- | ---------------------- | --- | --- | --- | ----- | ----- | -------- | ------ |
| 2014  | Murphy Prototypes | LMP2    | Oreca 03 | Nissan VK45DE 4.5 L V8 | SIL | IMO | RBR | LEC 3 | EST 6 | 12e      | 24     |

### Asian Le Mans Series
| Année     | Écurie         | Châssis     | Moteur                      | Classe | 1     | 2     | 3     | 4     | Position | Points |
| --------- | -------------- | ----------- | --------------------------- | ------ | ----- | ----- | ----- | ----- | -------- | ------ |
| 2017-2018 | BBT            | Ligier JSP2 | Nissan VK45DE 4.5 L V8 Atmo | LMP2   | SHA 2 | FUJ 2 | THA 3 | SEP 2 | 2e       | 70     |
| 2018-2019 | Spirit of Race | Ligier JSP2 | Nissan VK45DE 4.5 L V8 Atmo | LMP2   | SHA 1 | FUJ 8 | THA   | SEP 5 | 7e       | 35     |

### 24 Heures du Mans
| Année | Équipe                    | Coéquipiers                      | Voiture             | Catégorie | Tours | Pos. | Class Pos. |
| ----- | ------------------------- | -------------------------------- | ------------------- | --------- | ----- | ---- | ---------- |
| 2015  | G-Drive Racing            | Gustavo Yacamán Ricardo González | Ligier JS P2-Nissan | LMP2      | 354   | 12e  | 4e         |
| 2016  | Extreme Speed Motorsports | Chris Cumming Ryan Dalziel       | Ligier JS P2-Nissan | LMP2      | 291   | 42e  | 16e        |
| 2017  | Ford Chip Ganassi Team UK | Harry Tincknell Andy Priaulx     | Ford GT             | GTE Pro   | 340   | 18e  | 2e         |
| 2018  | AF Corse                  | Toni Vilander Antonio Giovinazzi | Ferrari 488 GTE Evo | GTE Pro   | 341   | 20e  | 5e         |
| 2019  | Risi Competizione         | Oliver Jarvis Jules Gounon       | Ferrari 488 GTE Evo | GTE Pro   | 329   | 40e  | 11e        |
| 2021  | Glickenhaus Racing        | Franck Mailleux Olivier Pla      | Glickenhaus 007 LMH | Hypercar  | 367   | 4e   | 4e         |
| 2022  | Glickenhaus Racing        | Franck Mailleux Olivier Pla      | Glickenhaus 007 LMH | Hypercar  | 370   | 4e   | 4e         |